# 交迭园蛛
交迭园蛛（学名：Araneus alternidens）为园蛛科园蛛属的动物。在中国大陆，分布于四川、湖南、山东等地。该物种的模式产地在四川。